# Карцино
Карцино (пол. Karcino, нім. Langenhagen) — село в Польщі, у гміні Колобжеґ Колобжезького повіту Західнопоморського воєводства.
Населення — 532 особи (2011).

## Демографія
Демографічна структура станом на 31 березня 2011 року:
|          | Загалом | Допрацездатний вік | Працездатний вік | Постпрацездатний вік |
| -------- | ------- | ------------------ | ---------------- | -------------------- |
| Чоловіки | 273     | 63                 | 187              | 23                   |
| Жінки    | 259     | 49                 | 159              | 51                   |
| Разом    | 532     | 112                | 346              | 74                   |